# 2003-as ifjúsági labdarúgó-világbajnokság
A 2003-as ifjúsági labdarúgó-világbajnokságot november 27. és december 19. között rendezték az Egyesült Arab Emírségekben. A világbajnokságon 24 csapat vett részt. A tornát a brazil csapat nyerte meg.

## Helyszínek
| Város     | Stadion                              | Befogadóképesség |
| --------- | ------------------------------------ | ---------------- |
| Abu-Dzabi | Sheikh Zayed Stadium                 | 66 000           |
| Abu-Dzabi | Al-Nahyan Stadium                    | 12 000           |
| Abu-Dzabi | Mohammad Bin Zayed Stadium           | 15 000           |
| Al Ain    | Sheikh Khalifa International Stadium | 12 000           |
| Dubaj     | Al-Maktoum Stadium                   | 12 000           |
| Dubaj     | Al-Rashid Stadium                    | 18 000           |
| Sharjah   | Sharjah Stadium                      | 12 000           |

## Résztvevők
| Konföderáció                                      | Nemzetek                                                                 |
| ------------------------------------------------- | ------------------------------------------------------------------------ |
| AFC (Ázsia)                                       | Dél-Korea · Japán · Szaúd-Arábia · Üzbegisztán                           |
| CAF (Afrika)                                      | Burkina Faso · Egyiptom · Elefántcsontpart · Mali                        |
| CONCACAF (Észak és Közép-amerikai, Karibi térség) | Egyesült Államok · Kanada · Mexikó · Panama                              |
| CONMEBOL (Dél-Amerika)                            | Argentína · Brazília · Kolumbia · Paraguay                               |
| OFC (Óceánia)                                     | Ausztrália                                                               |
| UEFA (Európa)                                     | Anglia · Csehország · Írország · Németország · Spanyolország · Szlovákia |
| Rendező ország                                    | Egyesült Arab Emírségek                                                  |

## Játékvezetők
| Afrika - Mohammed Benúza - Abdou Diouf Ázsia - Rahman Al-Delawar - Kvon Dzsongcshol - Shamsul Maidin Dél-Amerika - Wilson de Souza - Horacio Elizondo - Óscar Ruiz | Észak-, Közép-Amerika és a Karibi-térség - Benito Archundia - Kevin Stott Európa - Massimo Busacca - Frank De Bleeckere - Eduardo Iturralde González - Roberto Rosetti Óceánia - Matthew Breeze |

## Csoportkör
A csoportokból az első két helyezett, illetve a négy legjobb harmadik helyezett jutott tovább a nyolcaddöntőbe. Onnantól egyenes kieséses rendszerben folytatódott a torna.
| Jelmagyarázat |
| --- |
| A csoportok első két helyezettje bejutott az egyenes kieséses szakaszba                                               |
| A csoportok négy legjobb harmadik helyezettje bejutott az egyenes kieséses szakaszba                                  |
| A csoportok két legrosszabb harmadik helyezettjének és a csoportok negyedik helyezettjének véget ért a világbajnokság |

### A csoport
| Csapat                  | M | Gy | D | V | G+ | G– | Gk | P |
| ----------------------- | - | -- | - | - | -- | -- | -- | - |
| Burkina Faso            | 3 | 2  | 1 | 0 | 2  | 0  | +2 | 7 |
| Szlovákia               | 3 | 2  | 0 | 1 | 5  | 2  | +3 | 6 |
| Egyesült Arab Emírségek | 3 | 1  | 1 | 1 | 3  | 5  | –2 | 4 |
| Panama                  | 3 | 0  | 0 | 3 | 1  | 4  | –3 | 0 |

| 2003. november 27. 20:30 |

| Egyesült Arab Emírségek | 1–4               | Szlovákia                                     |
| ----------------------- | ----------------- | --------------------------------------------- |
| Al-Wehaibi 72'          | (0–2) Jegyzőkönyv | Brezinský 5' Halenár 23' Čech 48' Hološko 81' |

| Zayed City Sports Stadium, Abu-Dzabi Nézőszám: 46 000 Játékvezető: Horacio Elizondo (argentin) |

| 2003. november 28. 20:30 |

| Panama | 0–1               | Burkina Faso |
| ------ | ----------------- | ------------ |
|        | (0–0) Jegyzőkönyv | Bancé 81'    |

| Mohammad Bin Zayed Stadium, Abu-Dzabi Nézőszám: 4500 Játékvezető: Roberto Rosetti (olasz) |

| 2003. december 1. 17:45 |

| Burkina Faso | 1–0               | Szlovákia |
| ------------ | ----------------- | --------- |
| Zongo 6'     | (1–0) Jegyzőkönyv |           |

| Mohammad Bin Zayed Stadium, Abu-Dzabi Nézőszám: 3500 Játékvezető: Rahman Al-Delawar (bahreini) |

| 2003. december 1. 20:30 |

| Panama  | 1–2               | Egyesült Arab Emírségek         |
| ------- | ----------------- | ------------------------------- |
| Gun 36' | (1–1) Jegyzőkönyv | Shehab 18' (11-esből) Saleh 80' |

| Mohammad Bin Zayed Stadium, Abu-Dzabi Nézőszám: 15 000 Játékvezető: Frank De Bleeckere (belga) |

| 2003. december 4. 17:45 |

| Egyesült Arab Emírségek | 0–0         | Burkina Faso |
| ----------------------- | ----------- | ------------ |
|                         | Jegyzőkönyv |              |

| Mohammad Bin Zayed Stadium, Abu-Dzabi Nézőszám: 13 000 Játékvezető: Óscar Ruiz (kolumbiai) |

| 2003. december 4. 20:30 |

| Szlovákia    | 1–0               | Panama |
| ------------ | ----------------- | ------ |
| Pečovský 49' | (0–0) Jegyzőkönyv |        |

| Mohammad Bin Zayed Stadium, Abu-Dzabi Nézőszám: 4000 Játékvezető: Mohammed Benúza (algériai) |

### B csoport
| Csapat        | M | Gy | D | V | G+ | G– | Gk | P |
| ------------- | - | -- | - | - | -- | -- | -- | - |
| Argentína     | 3 | 3  | 0 | 0 | 7  | 3  | +4 | 9 |
| Spanyolország | 3 | 2  | 0 | 1 | 4  | 2  | +2 | 6 |
| Mali          | 3 | 1  | 0 | 2 | 4  | 7  | –3 | 3 |
| Üzbegisztán   | 3 | 0  | 0 | 3 | 3  | 6  | –3 | 0 |

| 2003. november 28. 17:45 |

| Argentína         | 2–1               | Spanyolország |
| ----------------- | ----------------- | ------------- |
| Fernández 50' 74' | (0–1) Jegyzőkönyv | Gabi 25'      |

| Sharjah Stadium, Sharjah Nézőszám: 15 000 Játékvezető: Benito Archundia (mexikói) |

| 2003. november 28. 20:30 |

| Üzbegisztán              | 2–3               | Mali                                 |
| ------------------------ | ----------------- | ------------------------------------ |
| Innomov 18' Geynrikh 63' | (1–1) Jegyzőkönyv | Diarra 4' Berthe 51' Coulibaly 90+1' |

| Sharjah Stadium, Sharjah Nézőszám: 3000 Játékvezető: Wilson de Souza (brazil) |

| 2003. december 1. 17:45 |

| Mali | 0–2               | Spanyolország                             |
| ---- | ----------------- | ----------------------------------------- |
|      | (0–1) Jegyzőkönyv | Juanfran 16' Sergio García 77' (11-esből) |

| Sharjah Stadium, Sharjah Nézőszám: 6500 Játékvezető: Óscar Ruiz (kolumbiai) |

| 2003. december 1. 20:30 |

| Üzbegisztán | 1–2               | Argentína                                |
| ----------- | ----------------- | ---------------------------------------- |
| Geynrikh 4' | (1–0) Jegyzőkönyv | Fernández 70' Cavenaghi 90+3' (11-esből) |

| Sharjah Stadium, Sharjah Nézőszám: 8500 Játékvezető: Abdou Diouf (szenegáli) |

| 2003. december 4. 17:45 |

| Argentína                                    | 3–1               | Mali                  |
| -------------------------------------------- | ----------------- | --------------------- |
| Ferreyra 13' Herrera 26' Diakité 32' (öngól) | (3–0) Jegyzőkönyv | Berthe 48' (11-esből) |

| Sharjah Stadium, Sharjah Nézőszám: 5000 Játékvezető: Frank De Bleeckere (belga) |

| 2003. december 4. 20:30 |

| Spanyolország | 1–0               | Üzbegisztán |
| ------------- | ----------------- | ----------- |
| Iniesta 15'   | (1–0) Jegyzőkönyv |             |

| Sharjah Stadium, Sharjah Nézőszám: 4000 Játékvezető: Massimo Busacca (svájci) |

### C csoport
| Csapat     | M | Gy | D | V | G+ | G– | Gk | P |
| ---------- | - | -- | - | - | -- | -- | -- | - |
| Ausztrália | 3 | 2  | 1 | 0 | 6  | 4  | +2 | 7 |
| Brazília   | 3 | 1  | 1 | 1 | 5  | 4  | +1 | 4 |
| Kanada     | 3 | 1  | 0 | 2 | 2  | 4  | –2 | 3 |
| Csehország | 3 | 0  | 2 | 1 | 2  | 3  | –1 | 2 |

| 2003. november 28. 17:45 |

| Brazília                       | 2–0               | Kanada |
| ------------------------------ | ----------------- | ------ |
| Daniel Carvalho 56' Nilmar 84' | (0–0) Jegyzőkönyv |        |

| Al-Rashid Stadium, Dubaj Nézőszám: 13 150 Játékvezető: Eduardo Iturralde González (spanyol) |

| 2003. november 28. 20:30 |

| Csehország    | 1–1               | Ausztrália   |
| ------------- | ----------------- | ------------ |
| Limberský 24' | (1–0) Jegyzőkönyv | McDonald 49' |

| Al-Rashid Stadium, Dubaj Nézőszám: 8200 Játékvezető: Abdou Diouf (szenegáli) |

| 2003. december 1. 17:45 |

| Ausztrália                 | 2–1               | Kanada   |
| -------------------------- | ----------------- | -------- |
| Alex Brosque 12' McKay 54' | (1–1) Jegyzőkönyv | Hume 33' |

| Al-Rashid Stadium, Dubaj Nézőszám: 8200 Játékvezető: Jong Chul Kwon (dél-koreai) |

| 2003. december 1. 20:30 |

| Csehország    | 1–1               | Brazília     |
| ------------- | ----------------- | ------------ |
| Limberský 34' | (1–1) Jegyzőkönyv | Adaílton 37' |

| Al-Rashid Stadium, Dubaj Nézőszám: 12 500 Játékvezető: Benito Archundia (mexikói) |

| 2003. december 4. 17:45 |

| Brazília             | 2–3               | Ausztrália                 |
| -------------------- | ----------------- | -------------------------- |
| Juninho 75' Dudu 87' | (0–2) Jegyzőkönyv | Danze 31' 37' Dilevski 47' |

| Al-Rashid Stadium, Dubaj Nézőszám: 10 000 Játékvezető: Roberto Rosetti (olasz) |

| 2003. december 4. 20:30 |

| Kanada   | 1–0               | Csehország |
| -------- | ----------------- | ---------- |
| Hume 80' | (0–0) Jegyzőkönyv |            |

| Al-Rashid Stadium, Dubaj Nézőszám: 4000 Játékvezető: Horacio Elizondo (argentin) |

### D csoport
| Csapat   | M | Gy | D | V | G+ | G– | Gk | P |
| -------- | - | -- | - | - | -- | -- | -- | - |
| Japán    | 3 | 2  | 0 | 1 | 3  | 4  | –1 | 6 |
| Kolumbia | 3 | 1  | 2 | 0 | 4  | 1  | +3 | 5 |
| Egyiptom | 3 | 1  | 1 | 1 | 1  | 1  | 0  | 4 |
| Anglia   | 3 | 0  | 1 | 2 | 0  | 2  | –2 | 1 |

| 2003. november 29. 17:45 |

| Kolumbia | 0–0         | Egyiptom |
| -------- | ----------- | -------- |
|          | Jegyzőkönyv |          |

| Al-Maktoum Stadium, Dubaj Nézőszám: 11 000 Játékvezető: Massimo Busacca (svájci) |

| 2003. november 29. 20:30 |

| Japán       | 1–0               | Anglia |
| ----------- | ----------------- | ------ |
| Szakata 54' | (0–0) Jegyzőkönyv |        |

| Al-Maktoum Stadium, Dubaj Nézőszám: 12 000 Játékvezető: Kevin Stott (amerikai) |

| 2003. december 2. 17:45 |

| Anglia | 0–1               | Egyiptom   |
| ------ | ----------------- | ---------- |
|        | (0–0) Jegyzőkönyv | Moteab 74' |

| Al-Maktoum Stadium, Dubaj Nézőszám: 12 000 Játékvezető: Shamsul Maidin (szingapúri) |

| 2003. december 2. 20:30 |

| Japán       | 1–4               | Kolumbia                                                |
| ----------- | ----------------- | ------------------------------------------------------- |
| Szakata 75' | (0–2) Jegyzőkönyv | de la Cuesta 35' Castrillón 43' Aguilar 65' Rivas 90+3' |

| Al-Maktoum Stadium, Dubaj Nézőszám: 7200 Játékvezető: Matthew Breeze (ausztrál) |

| 2003. december 5. 17:45 |

| Kolumbia | 0–0         | Anglia |
| -------- | ----------- | ------ |
|          | Jegyzőkönyv |        |

| Al-Maktoum Stadium, Dubaj Nézőszám: 9210 Játékvezető: Rahman Al-Delawar (bahreini) |

| 2003. december 5. 20:30 |

| Egyiptom | 0–1               | Japán        |
| -------- | ----------------- | ------------ |
|          | (0–0) Jegyzőkönyv | Hirajama 79' |

| Al-Maktoum Stadium, Dubaj Nézőszám: 11 800 Játékvezető: Benito Archundia (mexikói) |

### E csoport
| Csapat           | M | Gy | D | V | G+ | G– | Gk | P |
| ---------------- | - | -- | - | - | -- | -- | -- | - |
| Írország         | 3 | 2  | 1 | 0 | 6  | 3  | +3 | 7 |
| Elefántcsontpart | 3 | 1  | 2 | 0 | 4  | 3  | +1 | 5 |
| Szaúd-Arábia     | 3 | 0  | 2 | 1 | 2  | 3  | –1 | 2 |
| Mexikó           | 3 | 0  | 1 | 2 | 2  | 5  | –3 | 1 |

| 2003. november 29. 17:45 |

| Szaúd-Arábia   | 1–2               | Írország        |
| -------------- | ----------------- | --------------- |
| Al-Mahyani 49' | (0–1) Jegyzőkönyv | Elliott 18' 77' |

| Sheikh Khalifa International Stadium, Al Ain Nézőszám: 9055 Játékvezető: Matthew Breeze (ausztrál) |

| 2003. november 29. 20:30 |

| Mexikó        | 1–2               | Elefántcsontpart    |
| ------------- | ----------------- | ------------------- |
| de Nigris 85' | (0–1) Jegyzőkönyv | Tohoua 19' Koné 58' |

| Sheikh Khalifa International Stadium, Al Ain Nézőszám: 6350 Játékvezető: Jong Chul Kwon (dél-koreai) |

| 2003. december 2. 17:45 |

| Elefántcsontpart | 2–2               | Írország                |
| ---------------- | ----------------- | ----------------------- |
| Koné 12' 67'     | (1–1) Jegyzőkönyv | Paisley 36' Elliott 74' |

| Sheikh Khalifa International Stadium, Al Ain Nézőszám: 10 265 Játékvezető: Massimo Busacca (svájci) |

| 2003. december 2. 20:30 |

| Mexikó    | 1–1               | Szaúd-Arábia |
| --------- | ----------------- | ------------ |
| Pinto 30' | (1–1) Jegyzőkönyv | Majrashi 15' |

| Sheikh Khalifa International Stadium, Al Ain Nézőszám: 10 950 Játékvezető: Kevin Stott (amerikai) |

| 2003. december 5. 17:45 |

| Szaúd-Arábia | 0–0         | Elefántcsontpart |
| ------------ | ----------- | ---------------- |
|              | Jegyzőkönyv |                  |

| Sheikh Khalifa International Stadium, Al Ain Nézőszám: 10 370 Játékvezető: Jong Chul Kwon (dél-koreai) |

| 2003. december 5. 20:30 |

| Írország              | 2–0               | Mexikó |
| --------------------- | ----------------- | ------ |
| Paisley 35' Kelly 85' | (1–0) Jegyzőkönyv |        |

| Sheikh Khalifa International Stadium, Al Ain Nézőszám: 9230 Játékvezető: Wilson De Souza (brazil) |

### F csoport
| Csapat           | M | Gy | D | V | G+ | G– | Gk | P |
| ---------------- | - | -- | - | - | -- | -- | -- | - |
| Egyesült Államok | 3 | 2  | 0 | 1 | 6  | 4  | +2 | 6 |
| Paraguay         | 3 | 2  | 0 | 1 | 4  | 3  | +1 | 6 |
| Dél-Korea        | 3 | 1  | 0 | 2 | 2  | 3  | –1 | 3 |
| Németország      | 3 | 1  | 0 | 2 | 3  | 5  | –2 | 3 |

| 2003. november 29. 17:45 |

| Paraguay      | 1–3               | Egyesült Államok                 |
| ------------- | ----------------- | -------------------------------- |
| dos Santos 6' | (1–0) Jegyzőkönyv | Johnson 53' Magee 68' Convey 81' |

| Al-Nahyan Stadium, Abu-Dzabi Nézőszám: 3500 Játékvezető: Shamsul Maidin (szingapúri) |

| 2003. november 29. 20:30 |

| Dél-Korea                 | 2–0               | Németország |
| ------------------------- | ----------------- | ----------- |
| H.J. Lee 51' J.M. Lee 70' | (0–0) Jegyzőkönyv |             |

| Al-Nahyan Stadium, Abu-Dzabi Nézőszám: 8000 Játékvezető: Mohammed Benúza (algériai) |

| 2003. december 2. 17:45 |

| Németország                         | 3–1               | Egyesült Államok |
| ----------------------------------- | ----------------- | ---------------- |
| Huth 47' Trochowski 60' Kneissl 63' | (0–0) Jegyzőkönyv | Whitbread 77'    |

| Al-Nahyan Stadium, Abu-Dzabi Nézőszám: 6000 Játékvezető: Wilson de Souza (brazil) |

| 2003. december 2. 20:30 |

| Dél-Korea | 0–1               | Paraguay      |
| --------- | ----------------- | ------------- |
|           | (0–1) Jegyzőkönyv | Velázquez 14' |

| Al-Nahyan Stadium, Abu-Dzabi Nézőszám: 5000 Játékvezető: Roberto Rosetti (olasz) |

| 2003. december 5. 17:45 |

| Paraguay             | 2–0               | Németország |
| -------------------- | ----------------- | ----------- |
| López 39' Valdez 57' | (1–0) Jegyzőkönyv |             |

| Al-Nahyan Stadium, Abu-Dzabi Nézőszám: 6000 Játékvezető: Eduardo Iturralde González (spanyol) |

| 2003. december 5. 20:30 |

| Egyesült Államok                      | 2–0               | Dél-Korea |
| ------------------------------------- | ----------------- | --------- |
| Johnson 13' (11-esből) 24' (11-esből) | (2–0) Jegyzőkönyv |           |

| Al-Nahyan Stadium, Abu-Dzabi Nézőszám: 8000 Játékvezető: Matthew Breeze (ausztrál) |

### Harmadik helyezett csapatok sorrendje
| Jelmagyarázat                                                                        |
| ------------------------------------------------------------------------------------ |
| A csoportok négy legjobb harmadik helyezettje bejutott az egyenes kieséses szakaszba |
| A csoportok két legrosszabb harmadik helyezettjének véget ért a világbajnokság       |

| Csoport | Csapat                  | M | Gy | D | V | G+ | G– | Gk | P |
| ------- | ----------------------- | - | -- | - | - | -- | -- | -- | - |
| D       | Egyiptom                | 3 | 1  | 1 | 1 | 1  | 1  | 0  | 4 |
| A       | Egyesült Arab Emírségek | 3 | 1  | 1 | 1 | 3  | 5  | –2 | 4 |
| F       | Dél-Korea               | 3 | 1  | 0 | 2 | 2  | 3  | –1 | 3 |
| C       | Kanada                  | 3 | 1  | 0 | 2 | 2  | 4  | –2 | 3 |
| B       | Mali                    | 3 | 1  | 0 | 2 | 4  | 7  | –3 | 3 |
| E       | Szaúd-Arábia            | 3 | 0  | 2 | 1 | 2  | 3  | –1 | 2 |

## Egyenes kieséses szakasz
|  |                         |                         |                          |                          |                          |                          |                          |               |               |               |                          |                          |                          |  |  |       |       |       |
|  | Nyolcaddöntők           | Nyolcaddöntők           | Nyolcaddöntők            |                          |                          | Negyeddöntők             | Negyeddöntők             | Negyeddöntők  |               |               | Elődöntők                | Elődöntők                | Elődöntők                |  |  | Döntő | Döntő | Döntő |
|  | Nyolcaddöntők           | Nyolcaddöntők           | Nyolcaddöntők            |                          |                          | Negyeddöntők             | Negyeddöntők             | Negyeddöntők  |               |               | Elődöntők                | Elődöntők                | Elődöntők                |  |  | Döntő | Döntő | Döntő |
|  | december 8. – Abu-Dzabi |                         |                          |                          |                          |                          |                          |               |               |               |                          |                          |                          |  |  |       |       |       |
|  |                         |                         |                          |                          |                          |                          |                          |               |               |               |                          |                          |                          |  |  |       |       |       |
|  | A1                      | Burkina Faso            | 0                        |                          |                          |                          |                          |               |               |               |                          |                          |                          |  |  |       |       |       |
|  | A1                      | Burkina Faso            | 0                        | december 12. – Abu-Dzabi |                          |                          |                          |               |               |               |                          |                          |                          |  |  |       |       |       |
|  | CDE3                    | Kanada                  | 1                        |                          |                          |                          |                          |               |               |               |                          |                          |                          |  |  |       |       |       |
|  | CDE3                    | Kanada                  | 1                        |                          |                          | Kanada                   | Kanada                   | 1             |               |               |                          |                          |                          |  |  |       |       |       |
|  | december 9. – Al Ain    |                         |                          |                          |                          | Kanada                   | Kanada                   | 1             |               |               |                          |                          |                          |  |  |       |       |       |
|  |                         |                         | Spanyolország            | Spanyolország            | 2                        |                          |                          |               |               |               |                          |                          |                          |  |  |       |       |       |
|  | F2                      | Paraguay                | Spanyolország            | Spanyolország            | 2                        | 0                        |                          |               |               |               |                          |                          |                          |  |  |       |       |       |
|  | F2                      | Paraguay                |                          |                          |                          | 0                        | december 15. – Dubaj     |               |               |               |                          |                          |                          |  |  |       |       |       |
|  | B2                      | Spanyolország           | 1                        |                          |                          |                          |                          |               |               |               |                          |                          |                          |  |  |       |       |       |
|  | B2                      | Spanyolország           | 1                        |                          |                          | Spanyolország            | Spanyolország            | 1             |               |               |                          |                          |                          |  |  |       |       |       |
|  | december 9. – Al Ain    |                         |                          |                          |                          | Spanyolország            | Spanyolország            | 1             |               |               |                          |                          |                          |  |  |       |       |       |
|  |                         |                         | Kolumbia                 | Kolumbia                 | 0                        |                          |                          |               |               |               |                          |                          |                          |  |  |       |       |       |
|  | E1                      | Írország                | Kolumbia                 | Kolumbia                 | 0                        | 2                        |                          |               |               |               |                          |                          |                          |  |  |       |       |       |
|  | E1                      | Írország                | december 12. – Abu-Dzabi |                          |                          | 2                        |                          |               |               |               |                          |                          |                          |  |  |       |       |       |
|  | D2                      | Kolumbia                | 3                        |                          |                          |                          |                          |               |               |               |                          |                          |                          |  |  |       |       |       |
|  | D2                      | Kolumbia                | 3                        |                          |                          | Kolumbia                 | Kolumbia                 | 1             |               |               |                          |                          |                          |  |  |       |       |       |
|  | december 9. – Sharjah   |                         |                          |                          |                          | Kolumbia                 | Kolumbia                 | 1             |               |               |                          |                          |                          |  |  |       |       |       |
|  |                         |                         | Egyesült Arab Emírségek  | Egyesült Arab Emírségek  | 0                        |                          |                          |               |               |               |                          |                          |                          |  |  |       |       |       |
|  | C1                      | Ausztrália              | Egyesült Arab Emírségek  | Egyesült Arab Emírségek  | 0                        | 0                        |                          |               |               |               |                          |                          |                          |  |  |       |       |       |
|  | C1                      | Ausztrália              |                          |                          |                          | 0                        | december 19. – Abu-Dzabi |               |               |               |                          |                          |                          |  |  |       |       |       |
|  | ABF3                    | Egyesült Arab Emírségek | 1                        |                          |                          |                          |                          |               |               |               |                          |                          |                          |  |  |       |       |       |
|  | ABF3                    | Egyesült Arab Emírségek | 1                        |                          |                          | Spanyolország            | Spanyolország            | 0             |               |               |                          |                          |                          |  |  |       |       |       |
|  | december 8. – Abu-Dzabi |                         |                          |                          |                          | Spanyolország            | Spanyolország            | 0             |               |               |                          |                          |                          |  |  |       |       |       |
|  |                         |                         | Brazília                 | Brazília                 | 1                        |                          |                          |               |               |               |                          |                          |                          |  |  |       |       |       |
|  | D1                      | Japán                   | Brazília                 | Brazília                 | 1                        | 2                        |                          |               |               |               |                          |                          |                          |  |  |       |       |       |
|  | D1                      | Japán                   | december 12. – Dubaj     |                          |                          | 2                        |                          |               |               |               |                          |                          |                          |  |  |       |       |       |
|  | BEF3                    | Dél-Korea               | 1                        |                          |                          |                          |                          |               |               |               |                          |                          |                          |  |  |       |       |       |
|  | BEF3                    | Dél-Korea               | 1                        |                          |                          | Japán                    | Japán                    | 1             |               |               |                          |                          |                          |  |  |       |       |       |
|  | december 9. – Sharjah   |                         |                          |                          |                          | Japán                    | Japán                    | 1             |               |               |                          |                          |                          |  |  |       |       |       |
|  |                         |                         | Brazília                 | Brazília                 | 5                        |                          |                          |               |               |               |                          |                          |                          |  |  |       |       |       |
|  | C2                      | Brazília                | Brazília                 | Brazília                 | 5                        | 2                        |                          |               |               |               |                          |                          |                          |  |  |       |       |       |
|  | C2                      | Brazília                |                          |                          |                          | 2                        | december 15. – Abu-Dzabi |               |               |               |                          |                          |                          |  |  |       |       |       |
|  | A2                      | Szlovákia               | 1                        |                          |                          |                          |                          |               |               |               |                          |                          |                          |  |  |       |       |       |
|  | A2                      | Szlovákia               | 1                        |                          |                          | Brazília                 | Brazília                 | 1             |               |               |                          |                          |                          |  |  |       |       |       |
|  | december 8. – Dubaj     |                         |                          |                          |                          | Brazília                 | Brazília                 | 1             |               |               |                          |                          |                          |  |  |       |       |       |
|  |                         |                         | Argentína                | Argentína                | 0                        |                          |                          | Bronzmérkőzés | Bronzmérkőzés | Bronzmérkőzés |                          |                          |                          |  |  |       |       |       |
|  | F1                      | Egyesült Államok        | Argentína                | Argentína                | 0                        | 2                        |                          |               |               | Bronzmérkőzés |                          |                          |                          |  |  |       |       |       |
|  | F1                      | Egyesült Államok        |                          |                          | december 12. – Abu-Dzabi | december 12. – Abu-Dzabi | december 12. – Abu-Dzabi |               |               |               | december 19. – Abu-Dzabi | december 19. – Abu-Dzabi | december 19. – Abu-Dzabi |  |  |       |       |       |
|  | E2                      | Elefántcsontpart        | 0                        |                          | december 12. – Abu-Dzabi | december 12. – Abu-Dzabi | december 12. – Abu-Dzabi |               |               |               | december 19. – Abu-Dzabi | december 19. – Abu-Dzabi | december 19. – Abu-Dzabi |  |  |       |       |       |
|  | E2                      | Elefántcsontpart        | 0                        |                          |                          | Egyesült Államok         | Egyesült Államok         | 1             | Kolumbia      | Kolumbia      | 2                        |                          |                          |  |  |       |       |       |
|  | december 8. – Dubaj     |                         |                          |                          |                          | Egyesült Államok         | Egyesült Államok         | 1             | Kolumbia      | Kolumbia      | 2                        |                          |                          |  |  |       |       |       |
|  |                         |                         | Argentína                | Argentína                | 2                        |                          |                          | Argentína     | Argentína     | 1             |                          |                          |                          |  |  |       |       |       |
|  | B1                      | Argentína               | Argentína                | Argentína                | 2                        | 2                        |                          | Argentína     | Argentína     | 1             |                          |                          |                          |  |  |       |       |       |
|  | B1                      | Argentína               |                          |                          |                          |                          |                          |               |               |               |                          |                          |                          |  |  |       |       |       |
|  | ACD3                    | Egyiptom                | 1                        |                          |                          |                          |                          |               |               |               |                          |                          |                          |  |  |       |       |       |
|  | ACD3                    | Egyiptom                | 1                        |                          |                          |                          |                          |               |               |               |                          |                          |                          |  |  |       |       |       |

### Nyolcaddöntők
| 2003. december 8. 18:00 |

| Japán            | 2–1                         | Dél-Korea |
| ---------------- | --------------------------- | --------- |
| Szakata 82' 105' | (0–1, 1–1, 2–1) Jegyzőkönyv | Choi 38'  |

| Al-Nahyan Stadium, Abu-Dzabi Nézőszám: 5500 Játékvezető: Horacio Elizondo (argentin) |

| 2003. december 8. 21:00 |

| Burkina Faso | 0–1               | Kanada      |
| ------------ | ----------------- | ----------- |
|              | (0–0) Jegyzőkönyv | Simpson 59' |

| Al-Nahyan Stadium, Abu-Dzabi Nézőszám: 5000 Játékvezető: Jong Chul Kwon (dél-koreai) |

| 2003. december 8. 18:00 |

| Argentína          | 2–1                         | Egyiptom    |
| ------------------ | --------------------------- | ----------- |
| Cavenaghi 27' 114' | (1–1, 1–1, 1–1) Jegyzőkönyv | Metwaly 42' |

| Al-Maktoum Stadium, Dubaj Nézőszám: 10 800 Játékvezető: Massimo Busacca (svájci) |

| 2003. december 8. 21:00 |

| Egyesült Államok               | 2–0               | Elefántcsontpart |
| ------------------------------ | ----------------- | ---------------- |
| Mapp 7' Johnson 43' (11-esből) | (2–0) Jegyzőkönyv |                  |

| Al-Maktoum Stadium, Dubaj Nézőszám: 3210 Játékvezető: Óscar Ruiz (kolumbiai) |

| 2003. december 9. 18:00 |

| Brazília      | 2–1                         | Szlovákia |
| ------------- | --------------------------- | --------- |
| Dudu 83' 100' | (0–0, 1–1, 2–1) Jegyzőkönyv | Sebo 61'  |

| Sharjah Stadium, Sharjah Nézőszám: 12 800 Játékvezető: Eduardo Iturralde González (spanyol) |

| 2003. december 9. 21:00 |

| Ausztrália | 0–1               | Egyesült Arab Emírségek |
| ---------- | ----------------- | ----------------------- |
|            | (0–0) Jegyzőkönyv | Ismail Matar 89'        |

| Sharjah Stadium, Sharjah Nézőszám: 13 500 Játékvezető: Wilson de Souza (brazil) |

| 2003. december 9. 18:00 |

| Paraguay | 0–1               | Spanyolország |
| -------- | ----------------- | ------------- |
|          | (0–0) Jegyzőkönyv | García 66'    |

| Sheikh Khalifa International Stadium, Al Ain Nézőszám: 9250 Játékvezető: Benito Archundia (mexikói) |

| 2003. december 9. 21:00 |

| Írország                 | 2–3                         | Kolumbia                            |
| ------------------------ | --------------------------- | ----------------------------------- |
| Doyle 85' McCarthy 90+2' | (0–1, 2–2, 2–3) Jegyzőkönyv | Perea 11' Montaño 70' Carrillo 106' |

| Sheikh Khalifa International Stadium, Al Ain Nézőszám: 6860 Játékvezető: Frank De Bleeckere (belga) |

### Negyeddöntők
| 2003. december 12. 18:00 |

| Kanada   | 1–2                         | Spanyolország             |
| -------- | --------------------------- | ------------------------- |
| Hume 53' | (0–1, 1–1, 1–2) Jegyzőkönyv | Iniesta 35' Arizmendi 97' |

| Mohammad Bin Zayed Stadium, Abu-Dzabi Nézőszám: 15 000 Játékvezető: Wilson de Souza (brazil) |

| 2003. december 12. 21:00 |

| Egyesült Államok | 1–2                         | Argentína                                  |
| ---------------- | --------------------------- | ------------------------------------------ |
| Convey 59'       | (0–0, 1–1, 1–2) Jegyzőkönyv | Mascherano 90+4' Cavenaghi 104' (11-esből) |

| Mohammad Bin Zayed Stadium, Abu-Dzabi Nézőszám: 15 500 Játékvezető: Eduardo Iturralde González (spanyol) |

| 2003. december 12. 18:00 |

| Kolumbia    | 1–0               | Egyesült Arab Emírségek |
| ----------- | ----------------- | ----------------------- |
| Montaño 14' | (1–0) Jegyzőkönyv |                         |

| Al-Rashid Stadium, Dubaj Nézőszám: 13 000 Játékvezető: Horacio Elizondo (argentin) |

| 2003. december 12. 21:00 |

| Japán        | 1–5               | Brazília                                    |
| ------------ | ----------------- | ------------------------------------------- |
| Hirajama 89' | (0–4) Jegyzőkönyv | Carvalho 2' 13' Kléber 15' Nilmar 34' 90+1' |

| Al-Rashid Stadium, Dubaj Nézőszám: 10 000 Játékvezető: Óscar Ruiz (kolumbiai) |

### Elődöntők
| 2003. december 15. 18:00 |

| Brazília | 1–0               | Argentína |
| -------- | ----------------- | --------- |
| Dudu 65' | (0–0) Jegyzőkönyv |           |

| Mohammad Bin Zayed Stadium, Abu-Dzabi Nézőszám: 16 000 Játékvezető: Benito Archundia (mexikói) |

| 2003. december 15. 21:00 |

| Spanyolország          | 1–0               | Kolumbia |
| ---------------------- | ----------------- | -------- |
| Iniesta 86' (11-esből) | (0–0) Jegyzőkönyv |          |

| Al-Rashid Stadium, Dubaj Nézőszám: 5700 Játékvezető: Frank De Bleeckere (belga) |

### Bronzmérkőzés
| 2003. december 19. 18:00 |

| Kolumbia                    | 2–1               | Argentína      |
| --------------------------- | ----------------- | -------------- |
| Carrillo 16' Castrillón 62' | (1–1) Jegyzőkönyv | Ferreyra 45+1' |

| Jeque Zayed Stadium, Abu-Dzabi Nézőszám: 55 000 Játékvezető: Matthew Breeze (ausztrál) |

### Döntő
| 2003. december 19. 20:45 |

| Spanyolország | 0–1               | Brazília        |
| ------------- | ----------------- | --------------- |
|               | (0–0) Jegyzőkönyv | Fernandinho 87' |

| Jeque Zayed Stadium, Abu-Dzabi Nézőszám: 55 000 Játékvezető: Roberto Rosetti (olasz) |

## Díjak
| A 2003-as ifjúsági labdarúgó-világbajnokság győztese |
| ---------------------------------------------------- |
| · Brazília · 4. cím                                  |

| 2. helyezett  | 3. helyezett | 4. helyezett |
| ------------- | ------------ | ------------ |
| Spanyolország | Kolumbia     | Argentína    |

| Golden Shoe   | Golden Ball  | FIFA Fair Play Díj |
| ------------- | ------------ | ------------------ |
| Eddie Johnson | Ismail Matar | Kolumbia           |

## Gólszerzők
| 4 gólos - Fernando Cavenaghi - Dudu - Szakata Daiszuke - Eddie Johnson 3 gólos - Arouna Koné - Andrés Iniesta - Daniel Carvalho - Stephen Elliott - Leandro Fernández - Iain Hume - Nilmar | 2 gólos - Osmar Ferreyra - Anthony Danze - Erwin Carrillo - Jaime Castrillón - Victor Montano - David Limberský - Stephen Paisley - Hirajama Szóta - Mamadi Berthe - Sergio Garcia - Bobby Convey - Alexander Geynrikh |

## Végeredmény
Az első négy helyezett utáni sorrend nem tekinthető hivatalosnak, mivel ezekért a helyekért nem játszottak mérkőzéseket. Ezért e helyezések meghatározásához az alábbiak lettek figyelembe véve:
1. több szerzett pont
2. jobb gólkülönbség
3. több szerzett gól
4. jobb csoportbeli helyezés

A hazai csapat eltérő háttérszínnel kiemelve.
| Helyezés | Nemzet                  | M | Gy | D | V | G+ | G– | Gk | P  |
| -------- | ----------------------- | - | -- | - | - | -- | -- | -- | -- |
| Arany    | Brazília                | 7 | 5  | 1 | 1 | 14 | 6  | +8 | 16 |
| Ezüst    | Spanyolország           | 7 | 5  | 0 | 2 | 8  | 4  | +4 | 15 |
| Bronz    | Kolumbia                | 7 | 4  | 2 | 1 | 10 | 5  | +5 | 14 |
| 4.       | Argentína               | 7 | 5  | 0 | 2 | 12 | 8  | +4 | 15 |
|          |                         |   |    |   |   |    |    |    |    |
| 5.       | Egyesült Államok        | 5 | 3  | 0 | 2 | 9  | 6  | +3 | 9  |
| 6.       | Japán                   | 5 | 3  | 0 | 2 | 6  | 10 | –4 | 9  |
| 7.       | Egyesült Arab Emírségek | 5 | 2  | 1 | 2 | 4  | 6  | –2 | 7  |
| 8.       | Kanada                  | 5 | 2  | 0 | 3 | 4  | 6  | –2 | 6  |
|          |                         |   |    |   |   |    |    |    |    |
| 9.       | Írország                | 4 | 2  | 1 | 1 | 8  | 6  | +2 | 7  |
| 10.      | Ausztrália              | 4 | 2  | 1 | 1 | 6  | 5  | +1 | 7  |
| 11.      | Burkina Faso            | 4 | 2  | 1 | 1 | 2  | 1  | +1 | 7  |
| 12.      | Szlovákia               | 4 | 2  | 0 | 2 | 6  | 4  | +2 | 6  |
| 13.      | Paraguay                | 4 | 2  | 0 | 2 | 4  | 4  | 0  | 6  |
| 14.      | Elefántcsontpart        | 4 | 1  | 2 | 1 | 4  | 5  | –1 | 5  |
| 15.      | Egyiptom                | 4 | 1  | 1 | 2 | 2  | 3  | –1 | 4  |
| 16.      | Dél-Korea               | 4 | 1  | 0 | 3 | 3  | 5  | –2 | 3  |
|          |                         |   |    |   |   |    |    |    |    |
| 17.      | Németország             | 3 | 1  | 0 | 2 | 3  | 5  | –2 | 3  |
| 18.      | Mali                    | 3 | 1  | 0 | 2 | 4  | 7  | –3 | 3  |
| 19.      | Csehország              | 3 | 0  | 2 | 1 | 2  | 3  | –1 | 2  |
| 20.      | Szaúd-Arábia            | 3 | 0  | 2 | 1 | 2  | 3  | –1 | 2  |
| 21.      | Anglia                  | 3 | 0  | 1 | 2 | 0  | 2  | –2 | 1  |
| 22.      | Mexikó                  | 3 | 0  | 1 | 2 | 2  | 5  | –3 | 1  |
| 23.      | Üzbegisztán             | 3 | 0  | 0 | 3 | 3  | 6  | –3 | 0  |
| 24.      | Panama                  | 3 | 0  | 0 | 3 | 1  | 4  | –3 | 0  |